# بارك يو نا
بارك يو نا هي ممثلة كورية جنوبية ولدت في 23 ديسمبر 1997، اشتهرت بأدوارها في المسلسل التلفزيوني جمال جانغنام (2018)، قلعة السماء (2018-2019)، فندق ديل لونا (2019)، الجمال الحقيقي (2020-2021)، شرطي مبتدئين (2022).

## روابط خارجية
بارك يو نا على موقع IMDb (الإنجليزية)
- بارك يو نا على موقع قاعدة بيانات الفيلم (الإنجليزية)
- بارك يو نا على موقع كينوبويسك (الروسية)